# Jennifer Coolidge
Jennifer Audrey Coolidge (Boston, 28 de agosto de 1961) es una actriz estadounidense de cine y televisión. Ganadora de dos Premios Primetime Emmy y un Premio Globo de Oro, por su papel de Tanya McQuoid en la serie de televisión The White Lotus (2021-2022); en 2023, fue incluida en la prestigiosa lista de la revista Time 100 como una de las 100 personas más influyentes del mundo.
Es principalmente conocida por su personaje de Jeanine ("La madre de Stifler"), en la serie de películas American Pie, de 1999, American Pie 2, de 2001, American Wedding, de 2003, y American Pie: El reencuentro, de 2012, y por su papel de Sophie en la comedia de situación 2 Broke Girls. Además, hizo apariciones en Legally Blonde, de 2001, y su secuela, A Cinderella Story, de 2004, y prestó su voz en la película animada Robots.

## Biografía
Coolidge nació en Boston, Massachusetts, el 28 de agosto de 1961, hija de Gretchen (de soltera Knauff) y Paul Constant Coolidge, un fabricante de plásticos. Tiene un hermano, Andrew, y dos hermanas, Elizabeth y Susannah.
De pequeña, tocaba el clarinete y participaba en la orquesta en tres veranos. Fue educada en Norwell, Massachusetts; y después en la universidad privada del Emerson College en Boston y en la American Academy of Dramatic Arts en Nueva York. De estudiante en la universidad trabajó de camarera en un restaurante junto a la actriz Sandra Bullock.

## Carrera
Apareció en gags cómicos en los falsos documentales de improvisación Best in Show, A Mighty Wind y For Your Consideration, donde fue dirigida por Christopher Guest. Interpretó a Jeanine ("La mamá de Stifler") en las películas American Pie, de 1999, American Pie 2, de 2001, American Wedding, de 2003, y American Pie: El reencuentro, de 2012.
Coolidge trabajó además en Legally Blonde, de 2001, y su secuela, Legally Blonde 2: Red, White & Blonde, de 2003. En 2004 apareció en la cinta A Cinderella Story interpretando a la antagonista, la madrastra Fiona. Al año siguiente prestó su voz en la película animada Robots.
En 2006 participó en la película Date Movie, de 2006, parodiando el papel de Barbra Streisand en el personaje de Meet the Fockers. En 2007 se estrenó Epic Movie, la primera película en la que tuvo un papel protagonista, realizada por el mismo equipo que filmó Date Movie. En ella representa el personaje de la Perra Blanca («la Bruja Blanca»), de Gnarnia (Narnia), una sátira de la película The Chronicles of Narnia: The Lion, the Witch and the Wardrobe, de Disney y Walden Media.
Coolidge tuvo un papel permanente en la serie de televisión de Joey, de NBC, como la agente de Joey, que aparece en 37 de los 46 episodios. También actuó en un episodio de Friends en su última temporada como Amanda, una mujer sin tacto y desinhibida de quien Phoebe y Mónica intentan deshacerse. Antes de su aparición en Friends, era actriz permanente de la serie She TV, una comedia televisiva que tuvo una breve duración en la que también actuaban Nick Bakay, Elon Gold, Simbi Khali y Linda Kash.
También ha trabajado en El mundo según Jim, en la que representaba el papel de la hermana de Jim, en un episodio de Sex and the City y en la serie Frasier, como Frederica Frasier, terapeuta física de Martin Crane. Coolidge también apareció en la comedia infantil Slappy y los sucios y como la amiga de la esposa del personaje de Adam Sandler, llamada Janine, en la película Click.
Coolidge hizo una de sus primeras apariciones en el episodio de la serie Seinfeld "La masajista". También tuvo un papel en la serie animada King of the Hill como Miss Kremzer, la maestra de belleza de Luanne. En 2006, fue invitada en un episodio de la serie Top Chef.
Más adelante, Coolidge participó en las series Thanks God You're Here y The Closer, para el canal TNT. En 2008, fue invitada especial en el personaje de una chica de compañía en The Secret Life of the American Teenager.
Fue una de las protagonistas en la serie de comedia 2 Broke Girls, emitida entre 2012 y 2017, junto a Kat Dennings y Beth Behrs. En la ficción interpretó a Sophie Kachinsky, una mujer polaca. Durante esos años también participó como invitada en la serie musical Glee.
Después de más de treinta años de carrera, obtuvo el papel por el que más elogios y buenas críticas ha recibido, en la serie The White Lotus, original de HBO, en la que interpretó a Tanya McQuoid. Aunque en un principio estaba pensaba para ser una miniserie, el éxito de la ficción hizo que se renovase por varias temporadas más, con Cooligde regresando como Tanya. Por su papel ganó el premio a la mejor actriz de reparto en una miniserie en los Primetime Emmy, además de un Globo de Oro a la mejor actriz de reparto de serie.
Posteriormente, interpretó a Karen en la miniserie de Netflix The Watcher, creada por Ryan Murphy. También participó en la película de comedia Shotgun Wedding, producida y emitida en Prime Video, además de en las cintas We Have a Ghost y Mascots, todas de 2023.
Recientemente tuvo un papel como Marlene en Minecraft The Movie.

## Vida personal
Coolidge salió con el modelo sueco Rafael Edholm en los años 1980. Ambos vivían en Nueva York y atendían a clases de actuación juntos. También salió con el comediante Chris Kattan.
En 2005, después de haber visitado de vacaciones Nueva Orleans durante varios años, compró una casa allí, que apareció en algunas de las escenas interiores de la película The Beguiled (2017).
Es defensora de los derechos de animales y ha ayudado a la investigación del sida. Coolidge fue nombrada por PETA: "Vegan Queen" en 2023.

## Filmografía

### Cine
| Año  | Título                                                      | Papel                       | Notas                        |
| ---- | ----------------------------------------------------------- | --------------------------- | ---------------------------- |
| 1997 | Plump Fiction                                               | Sister Sister               |                              |
| 1997 | Trial and Error                                             | Jacqueline «Jackie» Turreau |                              |
| 1998 | Brown's Requiem                                             | Helen                       |                              |
| 1998 | Slappy and the Stinkers                                     | Harriet                     |                              |
| 1998 | A Night at the Roxbury                                      | Policía sexy                |                              |
| 1999 | American Pie                                                | Jeanine Stifler             |                              |
| 1999 | Austin Powers: The Spy Who Shagged Me                       | Mujer en el partido         |                              |
| 2000 | Best in Show                                                | Sherri Ann Ward Cabot       |                              |
| 2000 | The Broken Hearts Club: A Romantic Comedy                   | Betty                       |                              |
| 2001 | American Pie 2                                              | Jeanine Stifler             |                              |
| 2001 | Legally Blonde                                              | Paulette Bonafonté          |                              |
| 2001 | Pootie Tang                                                 | Ireenie                     |                              |
| 2001 | Down To Earth                                               | Belinda Wellington          |                              |
| 2001 | Zoolander                                                   | Diseñadora de moda          |                              |
| 2003 | American Wedding                                            | Jeanine Stifler             |                              |
| 2003 | Legally Blonde 2: Red, White & Blonde                       | Paulette Bonafonté          |                              |
| 2003 | A Mighty Wind                                               | Amber Cole                  |                              |
| 2003 | Carolina                                                    | Tía Marilyn                 |                              |
| 2003 | Testosterone                                                | Louise                      |                              |
| 2003 | As Virgins Fall                                             | Janice Denver               |                              |
| 2004 | Lemony Snicket's A Series of Unfortunate Events             | Mujer de rostro blanco      |                              |
| 2004 | A Cinderella Story                                          | Fiona                       |                              |
| 2005 | Robots                                                      | Tía Fanny                   | Voz                          |
| 2006 | Click                                                       | Janine                      |                              |
| 2006 | American Dreamz                                             | Martha Kendoo               |                              |
| 2006 | Date Movie                                                  | Roz Fockyerdoder            |                              |
| 2006 | For Your Consideration                                      | Whitney Taylor Brown        |                              |
| 2007 | Epic Movie                                                  | Jadis / White Bitch         |                              |
| 2008 | Dr. Dolittle: Tail to the Chief                             | Daisy                       | Directamente para vídeo      |
| 2008 | Igor                                                        | Jaclyn / Heidi              | Voz                          |
| 2008 | Soul Men                                                    | Rosalee                     |                              |
| 2008 | Foreign Exchange                                            | Principal Lonnatini         |                              |
| 2009 | ExTerminators                                               | Stella                      |                              |
| 2009 | Bad Lieutenant: Port of Call New Orleans                    | Genevieve McDonagh          |                              |
| 2009 | Gentlemen Broncos                                           | Judith Purvis               |                              |
| 2010 | Beauty and the Briefcase                                    | Felisa McCollin             |                              |
| 2011 | Mangus!                                                     | Cookie Richardson           |                              |
| 2012 | American Reunion                                            | Jeanine Stifler             |                              |
| 2012 | Austenland                                                  | Elizabeth Charming          |                              |
| 2014 | Alexander and the Terrible, Horrible, No Good, Very Bad Day | Mary Suggs                  |                              |
| 2015 | Hell and Back                                               | Durmessa                    | Voz                          |
| 2015 | Alvin and the Chipmunks: The Road Chip                      | Joan Price                  | Cameo                        |
| 2017 | The Emoji Movie                                             | Mary Meh                    | Voz                          |
| 2020 | Like a Boss                                                 | Sydney                      |                              |
| 2020 | Promising Young Woman                                       | Susan Thomas                |                              |
| 2021 | Single All the Way                                          | Tía Sandy                   |                              |
| 2021 | Swan Song                                                   | Dee Dee Dale                |                              |
| 2021 | Arlo the Alligator Boy                                      | Stucky                      | Voz                          |
| 2023 | Shotgun Wedding                                             | Carol Fowler                |                              |
| 2023 | We Have a Ghost                                             | Judy Romano                 |                              |
| 2023 | Mascots                                                     | Jolene Lumpkin              |                              |
| 2024 | Riff Raff                                                   | Ruth                        | También productora ejecutiva |
| 2025 | Una película de Minecraft                                   | Vicedirectora Marlene       |                              |

### Televisión
| Año       | Título                                   | Papel                 | Notas                                    |
| --------- | ---------------------------------------- | --------------------- | ---------------------------------------- |
| 1993      | Seinfeld                                 | Jody                  | Episodio: «The Masseuse»                 |
| 1994      | SheTV                                    | Varios personajes     | Elenco principal                         |
| 1997–1999 | King of the Hill                         | Miss Kremzer (voz)    | 4 episodios                              |
| 2001      | Frasier                                  | Frederica             | Episodio: «Forgotten But Not Gone»       |
| 2003      | Sex and the City                         | Victoria              | Episodio: «The Perfect Present»          |
| 2003      | Friends                                  | Amanda Buffamonteezi  | Episodio: «The One with Ross's Tan»      |
| 2003–2004 | According to Jim                         | Roxanne               | 3 episodios                              |
| 2004      | Father of the Pride                      | Tracy (voz)           | Episodio: «And the Revolution Continues» |
| 2004–2006 | Joey                                     | Bobbie Morganstern    | Rol recurrente; 37 episodios             |
| 2007–2009 | Nip/Tuck                                 | Candy Richards / CoCo | 3 episodios                              |
| 2008      | The Closer                               | Angie Serabian        | Episodio: «Dial M for Provenza»          |
| 2008–2012 | The Secret Life of the American Teenager | Betty                 | Rol recurrente; 35 episodios             |
| 2009      | Kath & Kim                               | Lenore                | Episodio: «Celebrity»                    |
| 2009      | Party Down                               | Bobbie St. Brown      | 2 episodios                              |
| 2009      | Desperate Housewives                     | Tania McCann          | Episodio: «The Coffee Cup»               |
| 2011–2017 | 2 Broke Girls                            | Sophie Kuchenski      | Personaje principal                      |
| 2012–2016 | Gravity Falls                            | Lazy Susan (voz)      | Rol recurrente                           |
| 2015      | Glee                                     | Whitney S. Pierce     | 2 episodios                              |
| 2017      | American Dad!                            | Caroline (voz)        | Episodio: «A Whole Slotta Love»          |
| 2020      | Royalties                                | Miriam Hale           | 3 episodios                              |
| 2020–2021 | The Fungies!                             | Dr. Nancy (voz)       | Rol recurrente                           |
| 2021–2022 | The White Lotus                          | Tanya McQuoid         | Personaje principal                      |
| 2022      | The Watcher                              | Karen Calhoun         | Rol recurrente; 7 episodios              |
| 2024      | Monsters at Work                         | Marilyn               | 2 episodios                              |

### Videos musicales
| Año  | Sencillo      | Cantante      | Papel              |
| ---- | ------------- | ------------- | ------------------ |
| 2018 | Thank U, Next | Ariana Grande | Paulette Bonafonte |

### Teatro
| Año       | Obra      | Papel                                      |
| --------- | --------- | ------------------------------------------ |
| 2001–2002 | The Women | Edith Potter                               |
| 2010      | Elling    | Reidun Nordsletten / Gunn / Poet / Johanne |

## Premios y nominaciones
Premios Primetime Emmy
| Año  | Trabajo nominado | Categoría                                        | Resultado | Ref.   |
| ---- | ---------------- | ------------------------------------------------ | --------- | ------ |
| 2022 | The White Lotus  | Mejor actriz de reparto en miniserie o telefilme | Ganadora  | [ 22 ] |
| 2023 | The White Lotus  | Mejor actriz de reparto - serie dramática        | Ganadora  | [ 23 ] |

Premios Globo de Oro
| Año  | Trabajo nominado | Categoría                                               | Resultado | Ref.   |
| ---- | ---------------- | ------------------------------------------------------- | --------- | ------ |
| 2022 | The White Lotus  | Mejor actriz de reparto de serie, miniserie o telefilme | Nominada  | [ 24 ] |
| 2023 | The White Lotus  | Mejor actriz de reparto de serie, miniserie o telefilme | Ganadora  | [ 25 ] |

Premios del Sindicato de Actores
| Año  | Trabajo nominado | Categoría                                          | Resultado | Ref.   |
| ---- | ---------------- | -------------------------------------------------- | --------- | ------ |
| 2022 | The White Lotus  | Mejor actriz de televisión - miniserie o telefilme | Ganadora  | [ 26 ] |
| 2023 | The White Lotus  | Mejor actriz de televisión - Drama                 | Ganadora  | [ 27 ] |
| 2023 | The White Lotus  | Mejor reparto de televisión - Drama                | Ganadora  | [ 27 ] |

Premios de la Crítica Televisiva
| Año  | Trabajo nominado | Categoría                                     | Resultado | Ref.   |
| ---- | ---------------- | --------------------------------------------- | --------- | ------ |
| 2022 | The White Lotus  | Mejor actriz de reparto en película/miniserie | Ganadora  | [ 28 ] |
| 2023 | The White Lotus  | Mejor actriz de reparto en serie de drama     | Ganadora  | [ 29 ] |